# نادي ريمو
نادي ريمو (بالبرتغالية: Clube do Remo) ويعرف اختصاراً بـ"ريمو" هو ناد كرة قدم برازيلي تأسس في الخامس من فبراير 1905. يلعب حالياً في دوري الدرجة الثالثة.

## وصلات خارجية
- الموقع الرسمي (بالبرتغالية)